# Bruine dwergmeerval
De bruine dwergmeerval (Ameiurus nebulosus) is een vis uit de familie van de Noord-Amerikaanse katvissen (Ictaluridae).

## Algemeen
Ze hebben een ongeschubd, bruingevlekt lichaam en een grote bek, met daaromheen vier paar vlezige baarddraden, die dienen om voedsel op te sporen. De borstvinstekels zijn dolkvormig en grofgezaagd. Aan de voet daarvan bevinden zich gifklieren. De bruine dwergmeerval kan 50 centimeter lang worden en weegt dan rond de 2,5 kg.

## Leefwijze
Voedsel wordt opgepoord door middel van de baarddraden. Met de gifklieren verdedigen ze zich tegen aanvallers.

## Voortplanting
Het legsel wordt afgezet in een zelfgemaakt nest, dat door beide partners wordt bewaakt. Onderwijl besproeien ze het met water. Ze leiden ook de zwerm jongen tot ze ongeveer 5 cm lang zijn.

## Verspreiding en leefgebied
Deze soort komt van oorsprong uit het oosten van de Verenigde Staten en Canada.

## Ecologische betekenis
De bruine dwergmeerval kan minder goed tegen vervuild leefwater dan de zwarte dwergmeerval, hij geeft de voorkeur aan dieper en schoner water. De vissen paaien in het voorjaar als de watertemperatuur de 15 °C bereikt. De eieren en de jongen worden door beide ouders bewaakt totdat ze enkele weken oud zijn.

## Aquarium en vijver
De bruine dwergmeerval is minder geschikt voor in een vijver; je ziet hem slecht door zijn kleur en het is een nachtdier. Bovendien zal hij als hij groter wordt vis eten. Als aquariumvis is hij echter interessant.

## Taxonomie
Lesueur, 1819

Serienummer: 164043

## Naam in andere talen
- Deens: dværgmalle
- Duits: Katzenwels
- Engels: brown bullhead
- Frans: poisson-chat brun / barbotte brune
- Zweeds: brun dvärgmal